# ギャラリーツイッター
ギャラリーツイッターは展覧会（主に子どもの絵の展覧会）で、来場者が個々の作品に向けて「つぶやき」を投稿し、主催者が作品とともに掲示するイベント。
来場者は、会場に用意されたツイッターカードに「つぶやき」と作品名または作品を認識する記号を記入し、指定のボックスに投稿する。主催者はツイッターカードを確認し、イベントの主旨に基づいて会場に掲示する。主催者ホームページなどのネット上に公開することもある。
ギャラリーツイッターは、普段、受け身に徹する来場者の展覧会への積極的な参加を促すことを目的としている。
初回のギャラリーツイッターは、2010年3月東京渋谷のNHKスタジオパークギャラリーで行われた「ぼくの絵わたしの絵展」関連企画『ギャラリーツイッター大作戦』と称して実施され、約100点の作品に対し150件あまりの「つぶやき」が投稿された。その後、各地の子どもの絵の展覧会を中心とした関連イベントとして広がりをみせている。また、カメラ付き携帯電話とバーコードを組み合わせた方法も研究されている。
2010年3月スタジオパークでのツイッターと作品は教育美術振興会のホームページで閲覧できる（2010年4月13日現在）。
また、『教育美術』2010年5月号№815（出版社：財団法人教育美術振興会　ISSN1345-9937）で詳細が報告されている。